# Nationalmuseum Ratchaburi
Das Nationalmuseum Ratchaburi ist eines der mehr als 30 Nationalmuseen in Thailand.

## Lage
Das Museum liegt im Zentrum der Provinzhauptstadt Ratchaburi an der Thanon Woradet (Woradet-Straße) direkt am Mae Nam Mae Klong (Mae-Klong-Fluss).

## Ausstellung
Das Museum ist der Geschichte, Archäologie, Ethnologie und Geologie der Provinz Ratchaburi gewidmet. Es will die traditionellen Künste und die Kultur der Umgebung bewahren.
Ausgestellt werden Fundstücke aus verschiedenen Epochen sowie Artefakte aus der Geschichte von Ratchaburi. Zum Beispiel ist das berühmte Schwert Ratchasattra des Monthon Ratchaburi hier zu sehen, wie auch eine der fünf in Thailand gefundenen Buddha-Statuen des Bodhisattva Avalokiteshvara im Bayon-Stil der frühen Khmer-Kunst.

## Geschichte
Das Museums-Gebäude wurde im Jahr 1922 errichtet. Es beherbergte früher die Provinzverwaltung. Im Jahr 1988 wurde das Nationalmuseum Ratchaburi hier offiziell eröffnet.